# Andrographis nallamalayana
Andrographis nallamalayana là một loài thực vật có hoa trong họ Ô rô. Loài này được J.L.Ellis mô tả khoa học đầu tiên năm 1967.